# Elecciones generales de Puerto Rico de 2024
Las elecciones generales de Puerto Rico de 2024 se realizaron el 5 de noviembre de 2024. En estas fueron electos el Gobernador de Puerto Rico, el comisionado residente, el Senado, la Cámara de Representantes y los alcaldes de los 78 municipios para el cuatrienio que transcurrirá desde el comienzo del 2025 hasta el 2029.

## Antecedentes
En las elecciones de 2020, Pedro Pierluisi del Partido Nuevo Progresista resultó elegido gobernador con 33.24 % del voto, el porcentaje más bajo obtenido por un candidato ganador en la historia de Puerto Rico. En segundo lugar quedó el alcalde del municipio de Isabela, Carlos Delgado Altieri del Partido Popular Democrático, con el 31.56 % del voto, registrando el porcentaje más bajo para un candidato a la gubernatura en la historia de su partido. Por otro lado, en tercer y cuarto lugar quedaron Alexandra Lúgaro Aponte con 13.95% del electorado (175,583 votos) y Juan Dalmau Ramírez con el 13.58% (174,402 votos). Estos candidatos representaron al recién creado Movimiento Victoria Ciudadana y el tradicional Partido Independentista Puertorriqueño, respectivamente. La primera se postuló por segunda vez a la gobernación luego de hacerlo en los comicios de 2016 bajo una candidatura independiente y logró aumentar el porcentaje de votos obtenido aproximadamente un 3 %. Dalmau también se postuló por segunda vez ya que previamente había sido el candidato gubernatorial del Partido Independentista Puertorriqueño en las elecciones de 2012. Sin embargo, en esta ocasión logró incrementar el porcentaje de votos de su partido de 2.1 %, en las elecciones de 2016 bajo la candidatura de María de Lourdes Santiago, a 13.72 %. En quinto lugar quedó el Dr. César Vázquez Muñiz del Proyecto Dignidad quien se presentó con una plataforma conservadora democristiana y que obtuvo 6.9 % de la votación total. Finalmente, en sexto lugar quedó el candidato independiente Eliezer Molina con 0.69 % de los sufragios.
En enero de 2023, los líderes del Movimiento Victoria Ciudadana (MVC) y Partido Independentista Puertorriqueño (PIP), Manuel Natal y Juan Dalmau, respectivamente, anunciaron la intención de sus partidos de participar en las elecciones de 2024 formando una alianza electoral a la cual el MVC denominó como "Alianza de País". Debido a que el Código Electoral de Puerto Rico prohíbe la formación de coaliciones, el método tradicional de organizar las alianzas electorales, los líderes de ambas colectividades, indicaron que iniciarían esfuerzos legislativos y judiciales para retar el Código Electoral vigente que, entre otras cosas, había eliminado las candidaturas coaligadas que existían en la ley para facilitar las alianzas. Ninguno de los esfuerzos prosperó dada la baja representación de ambos partidos en la legislatura y una desventaja en la estructura del nombramiento de jueces (que son nominados y confirmados por los partidos políticos). Como resultado, a finales del 2023 el MVC y el PIP anunciaron formalmente su alianza usando un método alterno que finalmente provocará que la franquicia de ambos partidos sea eliminada, aun si su alianza prevaleciera. Esto se debe a que el éxito de la Alianza depende del mecanismo de "voto mixto" de los electores en la papeleta de la gobernación, donde solo los votos íntegros bajo la insignia del partido cuentan para determinar si un partido retiene o no su franquicia.  

### Descalificación de candidaturas
| Candidatos a comisionado residente - Ana Irma Rivera Lassén (MVC) - Edgardo Cruz (MVC)                                                                       | Candidatos al Senado por acumulación - Rafael Bernabe Riefkohl (MVC) - Alejandro Santiago Calderón (MVC) - Edwin Marrero (MVC) - Ramón Cruz Díaz (MVC) |
| Candidatos a la Cámara de Representantes por acumulación - Mariana Nogales Molinelli (MVC) - G. Myrna Conty Hernández (MVC) - Olvin A. Valentín Rivera (MVC) | Candidatos a la Cámara de Representantes por el distrito 38 - Stephen Gil (PD) - Wilfredo Pérez Torres (PD) - Anthony Sánchez Aponte (PD)              |

El 1 de febrero de 2024 un grupo de candidatos del Partido Popular Democrático que incluyen los legisladores incumbentes Jorge Alfredo Rivera Segarra (Representante) y Héctor Santiago Torres (Senador) radicaron un recurso legal en donde demandan la descalificación de 12 candidatos del Movimiento Victoria Ciudadana y el Proyecto Dignidad. Estos alegan que a pesar de que los candidatos serán sometidos a un proceso primarista alterno de todas maneras debían cumplir con el requisito de presentación de apoyos ante la Comisión Estatal de Elecciones. Dirigentes del MVC y el PD criticaron esta medida y la catalogaron de "antidemocrática". De igual manera, el candidato a la gobernación del Partido Independentista Juan Dalmau Ramírez, en alianza con el MVC a través de la Alianza de País, llamó a la demanda como "un acto de cobardía política".
Los abogados del Movimiento Victoria Ciudadana y el Proyecto Dignidad argumentaron que los demandantes no presentaron daños reales y que por lo tanto la demanda no tenía legitimidad activa. De todas maneras el 21 de marzo de 2024 el juez Anthony Cuevas Ramos del Tribunal de Primera Instancia de San Juan falló a favor de los candidatos del Partido Popular efectivamente descalificando las candidaturas. Tras esta decisión, el coordinador general del MVC Manuel Natal anunció la intención del partido de apelar la decisión. El presidente y candidato a la gobernación del Proyecto Dignidad Javier Jiménez también anunció que evaluaría la opción de apelar la sentencia.
El 1 de abril, la representación legal del Movimiento Victoria Ciudadana apeló la sentencia en el Tribunal de Apelaciones. El 30 de abril el Tribunal de Apelaciones revocó la sentencia del Tribunal de Primera Instancia de San Juan afirmando que " el daño por el cual el foro primario le reconoció legitimación activa a uno de los querellantes e interventores es uno hipotético, resolvemos que estos no cumplieron con el requisito de haber sufrido un daño claro y palpable que les concediera legitimación activa para instar el pleito de epígrafe." De esta manera la descalificación de las candidaturas quedó anulada.
El 2 de mayo los aspirantes del Partido Popular Democrático acudieron al Tribunal Supremo para revertir la decisión del Tribunal de Apelaciones. Como consecuencia, en un voto de 5-3 el Tribunal Supremo descalificó a 4 candidatos del Movimiento Victoria Ciudadana el 10 de junio. Los candidatos descalificados fueron los candidatos al Senado por acumulación Rafael Bernabe Riefkohl y Alejandro Santiago Calderón y las candidatas a la Cámara de Representantes por acumulación Mariana Nogales Molinelli y Gladys Myrna Conty.

#### Asamblea Extraordinaria del Movimiento Victoria Ciudadana
El 22 de junio de 2024, el MVC convocó a asamblea extraordinaria para el jueves 27 de junio, para decidir el futuro de las aspiraciones de Mariana Nogales Molinelli y Gladys Myrna Conty Hernández, a la Cámara; y Rafael Bernabe Riefkohl y Alejandro Santiago Calderón, para el Senado.
Además, el 22 de junio de 2024, Mariana Nogales Molinelli anunció la posibilidad de postularse a la Cámara de Representantes mediante nominación directa. Esta posibilidad podrá ser cancelada luego de la Asamblea Extraordinaria del MVC.

#### Post Asamblea
Al finalizar la Asamblea Extraordinaria, la coordinadora general del Movimiento Victoria Ciudadana, Ana Irma Rivera Lassen, junto a más de 400 personas que asistieron a la asamblea virtual, decidieron educar a la gente para que voten vía “write-in” solo a dos candidatos de los cuatro originales tras la descalificación de las candidaturas por parte del Tribunal Supremo de Puerto Rico. Estos son:
- Rafael Bernabe Riefkohl: Candidato a Gobernador de Puerto Rico en los comicios de 2012 por el PPT, Candidato a Gobernador de Puerto Rico en los comicios de 2016 por el PPT, Senador del Estado Libre Asociado de Puerto Rico (2021)
- Mariana Nogales Molinelli: Candidato a Comisionada Residente en las elecciones de 2016 por el PPT, Portavoz del Movimiento Victoria Ciudadana en la Cámara de Representantes del Estado Libre Asociado de Puerto Rico (2021-2023), Representante del Estado Libre Asociado de Puerto Rico (2021-). [13]

## Sistema electoral
El gobernador es elegido por sufragio universal directo por mayoría simple. La Asamblea Legislativa de Puerto Rico se divide en dos cuerpos: Senado que está conformado por 27 senadores: 2 por cada uno de los 8 distritos senatoriales y 11 por voto único no transferible en todo Puerto Rico y la Cámara de Representantes que está conformada por 51 representante uno por cada uno de los 40 distritos representativos y 11 por voto único no transferible en todo Puerto Rico. Las alcaldías son 78 en todo Puerto Rico y escogen a un alcalde por mayoría simple y una legislatura municipal.

## Candidatos a gobernador

### Partido Nuevo Progresista
El 30 de septiembre de 2023, a través de un video pregrabado, la Comisionada Residente de Puerto Rico, Jenniffer González, anunció su aspiración a gobernadora a través del PNP, provocando que el PNP entrara a primarias.
El 2 de junio de 2024 se llevaron a cabo las primarias del PNP y PPD para elegir al candidato oficial en las elecciones generales de noviembre. En el PNP, se esperaba que el gobernador incumbente, Pedro Pierluisi, prevaleciera por un amplio margen por ende se esperaba su victoria. Las primarias terminaron con la derrota de Pedro Pierluisi, convirtiendo a Jenniffer González en la candidata oficial del PNP de cara a las elecciones generales en nomviembre.

### Partido Popular Democrático
El 17 de mayo de 2023 se llevaron a cabo las elecciones para la presidencia del Partido Popular Democrático y entre tres candidatos ganó el representante Jesús Manuel Ortiz, convirtiéndose automáticamente en precandidato a gobernador de Puerto Rico por el Partido Popular Democrático desde el 30 de enero. de 2023, en Puerta de Tierra, Juan Zaragoza anunció su candidatura a gobernador de Puerto Rico.
El 2 de junio de 2024 Jesús Manuel Ortiz se impuso por amplia victoria. Luego de las primarias, oficialmente, Jesús Manuel Ortiz se convirtió en candidato a gobernador de Puerto Rico por el Partido Popular Democrático.

### Alianza de País
En enero de 2023, los líderes del Movimiento Victoria Ciudadana (MVC) y Partido Independentista Puertorriqueño (PIP), Manuel Natal y Juan Dalmau, respectivamente, anunciaron la intención de sus partidos de participar en las elecciones de 2024 formando una alianza electoral a la cual el MVC denominó como "Alianza de País". Debido a que el Código Electoral de Puerto Rico prohíbe la formación de coaliciones, el método tradicional de organizar las alianzas electorales, los líderes de ambas colectividades, indicaron que iniciarían esfuerzos legislativos y judiciales para retar el Código Electoral vigente que, entre otras cosas, había eliminado las candidaturas coaligadas que existían en la ley para facilitar las alianzas. Ninguno de los esfuerzos prosperó dada la baja representación de ambos partidos en la legislatura y una desventaja en la estructura del nombramiento de jueces (que son nominados y confirmados por los partidos políticos). Como resultado, a finales del 2023 el MVC y el PIP anunciaron formalmente su alianza usando un método alterno que finalmente provocará que la franquicia de ambos partidos sea eliminada, aun si su alianza prevaleciera. Esto se debe a que el éxito de la Alianza depende del mecanismo de "voto mixto" de los electores en la papeleta de la gobernación, donde solo los votos íntegros bajo la insignia del partido cuentan para determinar si un partido retiene o no su franquicia.
Se determinó que el método más viable sería, además del ya mencionado, poner un candidato de agua en el MVC, a quien fue designado el profesor Javier Córdova Iturregui, pero enviar todo el apoyo al PIP para que el PIP ser el ganador en las elecciones generales.

### Candidatos oficiales
| Partido | Partido                                                  | Candidatos | Candidatos               | Cargos ocupados |
| ------- | -------------------------------------------------------- | ---------- | ------------------------ | --- |
|         | Partido Nuevo Progresista                                |            | Jenniffer González       | Comisionada residente (desde 2017) Presidenta de la Cámara de Representantes (2009-2013) Representante (2002-2017) |
|         | Partido Popular Democrático                              |            | Jesús Manuel Ortiz       | Presidente del PPD (desde 2023) Representante (desde 2017)                                                         |
|         | Partido Independentista Puertorriqueño (Alianza de País) |            | Juan Dalmau Ramírez      | Senador (2017-2021) Candidato a gobernador en 2020                                                                 |
|         | Movimiento Victoria Ciudadana                            |            | Javier Córdova Iturregui | Catedrático |
|         | Proyecto Dignidad                                        |            | Javier Jiménez           | Alcalde de San Sebastián (desde 2005)                                                                              |

### Eliminados tras primarias
- Pedro Pierluisi (PNP), Gobernador de Puerto Rico (2021-), Secretario de Estado (2019), Comisionado residente (2009-2017), Secretario de Justicia (1993-1997)[28][29]
- Juan Zaragoza (PPD), Senador (2021-), Secretario de Hacienda (2014-2017)[30][31][32]

### Eliminados tras no cumplir con la entrega de endosos
- Ada Norah Henríquez (Ind.), Candidata a comisionada residente en 2020 por el Proyecto Dignidad[33][34][35][36]
- Víctor Luis Medina Cruz (Ind.), Médico[37][36]

### No mostraron interés de asumir la candidatura a la gobernación
- Carlos Delgado Altieri (PPD), Alcalde de Isabela (2001-2021), candidato del PPD a la gobernación en las elecciones de 2020[38][39]
- Carmen Maldonado (PPD), Alcaldesa de Morovis (2017-)[40][41][42]
- Luis Javier Hernández (PPD), Alcalde de Villalba (2013-)[43][44][45]
- José Luis Dalmau (PPD), Presidente del Senado (2021-), Senador (2001-)[46][47]
- Alexandra Lúgaro Aponte (MVC-Alianza de País), candidata del MVC a la gobernación en las elecciones de 2020 y candidata independiente al mismo cargo en las elecciones de 2016[48]
- Manuel Natal Albelo (MVC-Alianza de País), Representante (2013-2021), candidato a alcalde de San Juan en las elecciones de 2020, Coordinador general del Movimiento Victoria Ciudadana (2021-)[25][49]
- César Vázquez (PD), Presidente del PD (2019-2023) y candidato a gobernador en las elecciones de 2020[50][51][52]
- Joanne Rodríguez Veve (PD), Senadora (2021-)[50][53]

## Candidatos a comisionado residente

### Candidatos oficiales
| Partido | Partido                                         | Candidatos | Candidatos               | Cargos ocupados                                                 |
| ------- | ----------------------------------------------- | ---------- | ------------------------ | --------------------------------------------------------------- |
|         | Partido Nuevo Progresista                       |            | William Villafañe        | Senador (desde 2019) Secretario de la gobernación (2017-2018)   |
|         | Partido Popular Democrático                     |            | Pablo José Hernández     | Abogado y nieto del exgobernador Rafael Hernández Colón         |
|         | Movimiento Victoria Ciudadana (Alianza de País) |            | Ana Irma Rivera Lassén   | Coordinadora general del MVC (desde 2024) Senadora (desde 2021) |
|         | Partido Independentista Puertorriqueño          |            | Roberto Velázquez Correa | Médico                                                          |
|         | Proyecto Dignidad                               |            | Viviana Ramírez Morales  | Pastora y profesional de recursos humanos                       |

### Eliminados tras primarias
- Elmer Román (PNP), Secretario de Estado (2019-2020), Secretario de Seguridad Pública (2019)[60]
- Edgardo Cruz Vélez (MVC), Militar retirado y candidato a alcalde de Guánica en el 2020[61][57]

### Eliminados tras no cumplir con la entrega de endosos
- Melín A. Sotiriou Droz (Ind.),  Politóloga[62][63][36]

### Retiraron su candidatura
- José "Quiquito" Meléndez (PNP), Representante (2011-)[64]

### No mostraron interés de asumir la candidatura a comisionado residente
- Carlos Mellado (PNP), Secretario de Salud (2021-)[65]
- José Juan Reyes (PNP), Exgeneral de la Guardia Nacional[65]
- Rafael "Tatito" Hernández (PPD), Presidente de la Cámara de Representantes (2021-), Representante (2009-)[66][67]
- César Vázquez (PD), Presidente del PD (desde 2019) y candidato a gobernador en las elecciones de 2020[52][68]
- Ricardo Rosselló Nevares (PNP), Gobernador de Puerto Rico (2017-2019)[69]
- Carmen Yulín Cruz Soto (Ind.), Alcaldesa de San Juan (2013-2020), Representante (2009-2013), precandidata a gobernadora en las elecciones de 2020[70][71]

## Debates

### Gobernación
| Fecha        | Organizador | Temas | Moderador/es      | P Presente I Invitado NI No invitado | P Presente I Invitado NI No invitado | P Presente I Invitado NI No invitado | P Presente I Invitado NI No invitado | Ref.   |
| Fecha        | Organizador | Temas | Moderador/es      | PNP                                  | PPD                                  | AP                                   | PD                                   | Ref.   |
| ------------ | ----------- | ----- | ----------------- | ------------------------------------ | ------------------------------------ | ------------------------------------ | ------------------------------------ | ------ |
| Fecha        | Organizador | Temas | Moderador/es      |                                      |                                      |                                      |                                      | Ref.   |
| 2 de octubre | WAPA-TV     | Todos | Normando Valentín | P González                           | P Ortiz                              | P Dalmau                             | P Jiménez                            | [ 72 ] |

### Comisionado residente

Resultados de la elección para Comisionado Residente por municipio y distrito senatorial

| Fecha         | Organizador  | Temas | Moderador/es            | P Presente I Invitado NI No invitado | P Presente I Invitado NI No invitado | P Presente I Invitado NI No invitado | P Presente I Invitado NI No invitado | Ref.   |
| Fecha         | Organizador  | Temas | Moderador/es            | PNP                                  | PPD                                  | AP                                   | PD                                   | Ref.   |
| ------------- | ------------ | ----- | ----------------------- | ------------------------------------ | ------------------------------------ | ------------------------------------ | ------------------------------------ | ------ |
| Fecha         | Organizador  | Temas | Moderador/es            |                                      |                                      |                                      |                                      | Ref.   |
| 17 de octubre | Telemundo PR | Todos | Ivonne Solla            | P Villafañe                          | P Hernández                          | P Rivera                             | P Ramírez                            | [ 73 ] |
| 9 de octubre  | WAPA-TV      | Todos | Katiria Soto            | P Villafañe                          | P Hernández                          | P Rivera                             | P Ramírez                            | [ 74 ] |
| 7 de octubre  | WLII-DT      | Todos | Celimar Adames Casalduc | P Villafañe                          | P Hernández                          | P Rivera                             | P Ramírez                            | [ 75 ] |

## Elección Presidencial Simbólica
Desde está elección general se le dará entrega al elector una cuarta papeleta para emitir un voto simbólico en las Elecciones presidenciales de Estados Unidos.

## Resultados

### Gobernador
|  | 41.26 % |

|  | 30.77 % |

|  | 21.47 % |

|  | 6.38 % |

|  | 0.12 % |

### Comisionado residente
|  | 43.59 % |

|  | 36.98 % |

|  | 9.52 % |

|  | 4.97 % |

|  | 4.95 % |

### Senado
|  | 12.50 % |

|  | 36.34 % |

|  | 87.50 % |

|  | 45.45 % |

|  | 0.00 % |

|  | 0.00 % |

|  | 0.00 % |

|  | 9.09 % |

|  | 0.00 % |

|  | 9.09 % |

|  | 0 % |

|  | 0.00 % |

|  | 100 % |

|  | 100 % |

### Cámara de Representantes
|  | 27.50 % |

|  | 27.27 % |

|  | 72.50 % |

|  | 54.54 % |

|  | 0.00 % |

|  | 0.00 % |

|  | 0.00 % |

|  | 9.09 % |

|  | 0.00 % |

|  | 9.09 % |

|  | 0.00 % |

|  | 0 % |

|  | 100 % |

|  | 100 % |

### Alcaldías
| PPD     | PNP | PIP | MVC | PD | Ind. | Total |
| 41      | 37  | 0   | 0   | 0  | 0    | 78    |
| Fuente: |     |     |     |    |      |       |

### Plebiscito sobre el estatus político

Resultados del plebiscito de estatus por municipio y distrito senatorial

|  | 12.17 % |

|  | 58.48 % |

|  | 29.35 % |

### Preferencia presidencial

Resultados de la papeleta de preferencia presidencial por municipio y distrito senatorial

|  | 73.28 % |

|  | 26.72 % |